# 三島大橋
三島大橋（みしまおおはし）は、福島県大沼郡三島町にある道路橋である。

## 概要
- 全長：131.0m
  - 主径間：129.8m
- 幅員：7.0m
- 形式：単径間鋼下路式ランガー桁橋
- 竣工：1975年10月
- 施工：石川島播磨重工業[1]

三島町中心部北側を流れる一級河川阿賀川水系只見川に架かり、三島町道宮下名入線を通す。南詰は三島町宮下字下乙田、北詰は三島町名入字上赤谷に位置し国道401号と丁字路で接続する。町内で最も人口の多い町中心部の宮下地区と、只見川の対岸にある2番目に人口の多い西方地区、その間の名入地区を連絡しており、特別豪雪対策県代行事業として1972年9月に事業化され、1975年10月に竣工した。ランガー桁部分が赤く塗装されていることが特徴である。
当橋梁は三島町各地区の連絡を強化する役割のほか、金山町、柳津町、昭和村といった周辺市町村から宮下地区にある福島県立宮下病院への緊急輸送ルートに北岸で接続する国道401号とともに指定されている。これは宮下地区の国道252号から病院までのアプローチ路線である福島県道237号小栗山宮下線（国道252号旧道）の道路状況が悪い（金山町方面からは人家が密集する狭隘区間を通ることになり、柳津町方面からは7％の急勾配にくわえJR只見線跨線橋にクランク状のカーブがあることによる）ためである。しかし、豪雪地帯ゆえに構造物の老朽化が激しいにもかかわらず、小規模自治体であるため町の技術職員の不足や財政上の課題により調査、修繕の事業化に至らなかった。2013年の道路法改正により、国土交通省の道路メンテナンス技術集団による直轄診断と直轄修繕代行事業の制度が新設されたことから、2014年9月29日より国による直轄診断が行われた。2015年1月15日に結果が町に報告され、ランガー桁の高力ボルトの破断、脱落と塗装、床版の劣化の進行が判明した。そのため2014年5月14日に全国初の直轄修繕代行事業として三島町から国土交通省東北地方整備局に引き継ぎが行われ、同年10月27日に起工、2017年4月17日に完成式が行われた。

## 周辺
- 福島県立宮下病院
- 福島県会津若松建設事務所宮下土木事務所
- JR只見線会津宮下駅
- 宮下温泉ふるさと荘